# Entre Douro e Minho

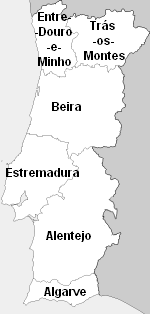
Antiguas Provincias con Entre-Douro-e-Minho

Para algunos geógrafos, el término Entre-Douro-e-Minho designaba una gran región del Norte Atlántico de Portugal, compuesta por la unión del Douro Litoral y del Miño (el cual por su parte se podía dividir en Alto y Bajo Miño); sin embargo, nunca tuvo ningún estatuto legal como provincia.
Entonces estaba constituida por los 23 concelhos del Douro Litoral y por los 23 municipios del Miño, haciendo así un total de 46 municipios. Incluiría la totalidad de los distritos de Braga, Oporto, Viana do Castelo, e incluso cuatro concelhos del distrito de Aveiro y dos del distrito de Viseo. Su capital era la ciudad de Braga.
Distrito de Aveiro: Arouca, Castelo de Paiva, Espinho, Santa Maria da Feira.
Distrito de Braga: Amares, Barcelos, Braga, Cabeceiras de Basto, Celorico de Basto, Esposende, Fafe, Guimarães, Póvoa de Lanhoso, Terras de Bouro, Vieira do Minho, Vila Nova de Famalicão, Vila Verde.
Distrito de Oporto: Amarante, Baião, Felgueiras, Gondomar, Lousada, Maia, Marco de Canaveses, Matosinhos, Paços de Ferreira, Paredes, Penafiel, Porto, Póvoa de Varzim, Santo Tirso, Valongo, Vila do Conde, Vila Nova de Gaia.
Distrito de Viana do Castelo: Arcos de Valdevez, Caminha, Melgazo, Monção, Paredes de Coura, Ponte da Barca, Ponte de Lima, Valença, Viana do Castelo, Vila Nova de Cerveira.
Distrito de Viseu: Cinfães, Resende.
Si la región en cuestión existiese hoy, contaría probablemente con 48 municipios, debido a la creación de dos nuevos concelhos: Vizela y Trofa, en los distritos de Braga y de Oporto, respectivamente.
- Datos: Q2538548
- Multimedia: Entre-Douro-e-Minho / Q2538548